# Коко (Флорида)
Коко (англ. Cocoa) — місто (англ. city) в США, в окрузі Бревард на сході центральної частини штату Флорида. Населення — 19 041 особа (2020).

## Географія
Коко розташоване за координатами 28°22′39″ пн. ш. 80°45′53″ зх. д. / 28.37750° пн. ш. 80.76472° зх. д. (28.377564, -80.764645).  За даними Бюро перепису населення США в 2010 році місто мало площу 39,86 км², з яких 34,49 км² — суходіл та 5,36 км² — водойми.

## Демографія
Згідно з переписом 2010 року, у місті мешкало 17 140 осіб у 7236 домогосподарствах у складі 4317 родин. Густота населення становила 430 осіб/км².  Було 8603 помешкання (216/км²).
Расовий склад населення:
| - 59,2 % — білих - 31,3 % — чорних або афроамериканців - 1,1 % — азіатів - 0,5 % — корінних американців - 0,3 % — вихідців з тихоокеанських островів - 4,8 % — осіб інших рас |

До двох чи більше рас належало 2,8 %. Частка іспаномовних становила 11,3 % від усіх жителів.
За віковим діапазоном населення розподілялося таким чином: 23,0 % — особи молодші 18 років, 60,2 % — особи у віці 18—64 років, 16,8 % — особи у віці 65 років та старші. Медіана віку мешканця становила 40,0 року. На 100 осіб жіночої статі у місті припадало 91,2 чоловіків;  на 100 жінок у віці від 18 років та старших — 88,0 чоловіків також старших 18 років.
Середній дохід на одне домашнє господарство  становив 47 778 доларів США (медіана — 30 517), а середній дохід на одну сім'ю — 57 691 долар (медіана — 39 167). Медіана доходів становила 40 497 доларів для чоловіків та 28 190 доларів для жінок. За межею бідності перебувало 29,3 % осіб, у тому числі 44,5 % дітей у віці до 18 років та 16,8 % осіб у віці 65 років та старших.
Цивільне працевлаштоване населення становило 6934 особи. Основні галузі зайнятості: освіта, охорона здоров'я та соціальна допомога — 22,1 %, науковці, спеціалісти, менеджери — 15,1 %, мистецтво, розваги та відпочинок — 15,1 %.

## Міста-побратими
- Бейт-Шемеш, Ізраїль (7 жовтня 2007)[6]